# 石田光男
石田 光男（いしだ みつお、1949年12月23日 - ）は、日本の経済学者。同志社大学社会学部および同大学院社会学研究科教授。専門は、経済政策、産業関係学、労務管理論。

## 来歴
長野県木曽郡木曽福島町（現木曽町）生まれ。長野県松本深志高等学校卒業（1967年）。東京大学経済学部卒業（1972年）。その後、東北大学大学院経済学研究科修士課程修了（1975年）、東京大学大学院経済学研究科博士課程単位取得満期退学（1978年）、経済学博士。同志社大学社会学部および同大学院社会学研究科教授、前社会学部長。同志社大学文学部社会学科産業関係学専攻の教員の時にイギリスに留学。趣味は相撲と卓球。
1998年、社会政策学会奨励賞。2003年、社会政策学会学術賞。2009年、平成21年度労働関係図書優秀賞。
ゼミの教え子には田尾安志（プロ野球選手）、生瀬勝久（俳優）がいる。

## 著書
- 『仕事の社会科学－労働研究のフロンティア－』（ミネルヴァ書房、2003年）
- 『賃金とは何か－戦後日本の人事・賃金制度史〈楠田丘オーラルヒストリー〉－』（中央経済社、2004年）